# Sjötorp, Balingsta
För andra betydelser, se Sjötorp (olika betydelser).

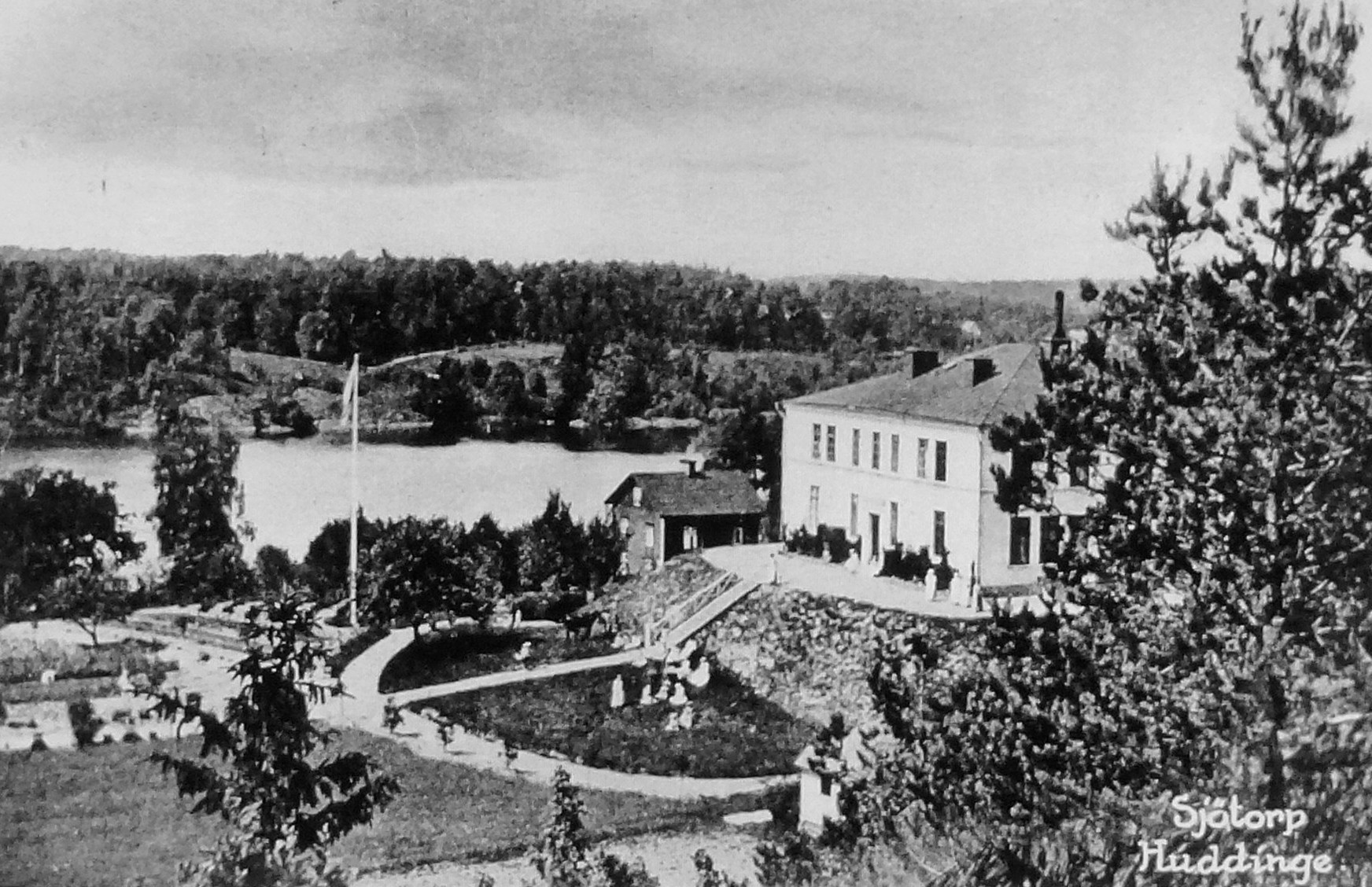
Sjötorp i Balingsta på 1930-talet.

Sjötorp var ett torp under Balingsta gård vid norra sidan om Flemingsbergsviken i nuvarande Huddinge kommun. Sjötorp avskildes 1901 från Balingsta. Nuvarande huvudbyggnad uppfördes 1904 av Ersta diakonisällskap som hem för ”vanartiga flickor”. Huvudbyggnaden avskildes 1998 och såldes som privatbostad. Sjötorp ligger inom Orlångens naturreservat.

## Torp och tvätteri

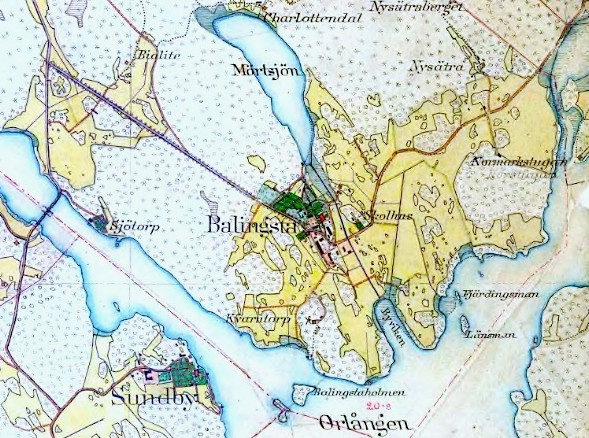
Sjötorp, Häradsekonomiska kartan 1906.

Sjötorp finns 1866 upptaget i husförhörslängden för Balingsta gård först som bostad för statdräng och senare som torp. De sista som enbart bedrev jordbruk var Karl Erik Andersson (född 1863), och hans hustru Emma Maria (född Danielsson 1863). År 1895 hade familjen två hemmavarande barn. Därefter nyttjades Sjötorp som tvätteri som så många andra sjönära torp på Södertörn (se Hagalunds tvätterimuseum). För att tjäna en liten extraslant var det vanligt att torparfamiljer och småbrukare på Södertörn tvättade stockholmarnas tvätt. För 20 öre per kilo fick välbärgade Stockholmare tvätten både hämtad och levererad till dörren.

## Uppfostringshem
År 1901 avskildes Sjötorp från Balingsta gård och förvärvades av Ersta diakonisällskap, då ingick även 12 hektar åkermark samt 50 hektar skog. 1904 invigdes den stora gulputsade huvudbyggnaden på höjden som fortfarande finns kvar och som är ett känt landmärke vid Orlångens strand. Sjötorp blev ett hem för ”vanartiga flickor” i åldern mellan 15 och 18 år, som dömts till ”uppfostrande tillsyn” och som kom från hela Sverige. Till anläggningen hörde en ladugård och ett litet lantbruk. Det fanns en häst, några kor samt grisar och höns. Flickorna fick delta i de dagliga sysslorna.  I verksamheten ingick även folkskola, fortsättningsskola samt en hemskola med hushållsundervisning, vävnad, sömnad och trädgårdsarbete. För den teoretiska undervisningen anställdes en lärarinna. Ännu på 1940-talet kom skolklasser i Huddinge ut till Sjötorp för att se hur dessa  ”vanartiga flickor” såg ut, troligen i uppfostrande syfte.

## Nutida bilder

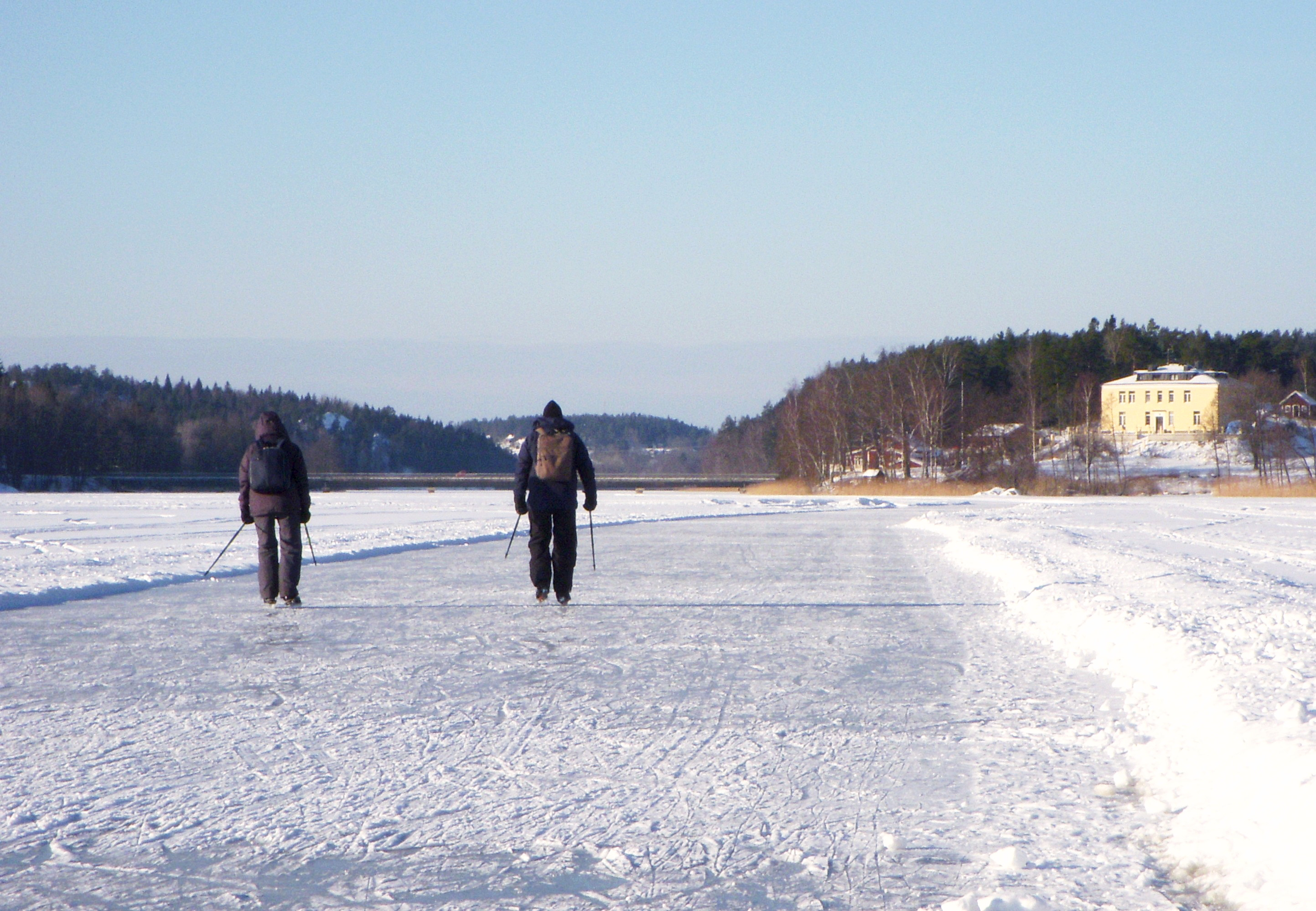
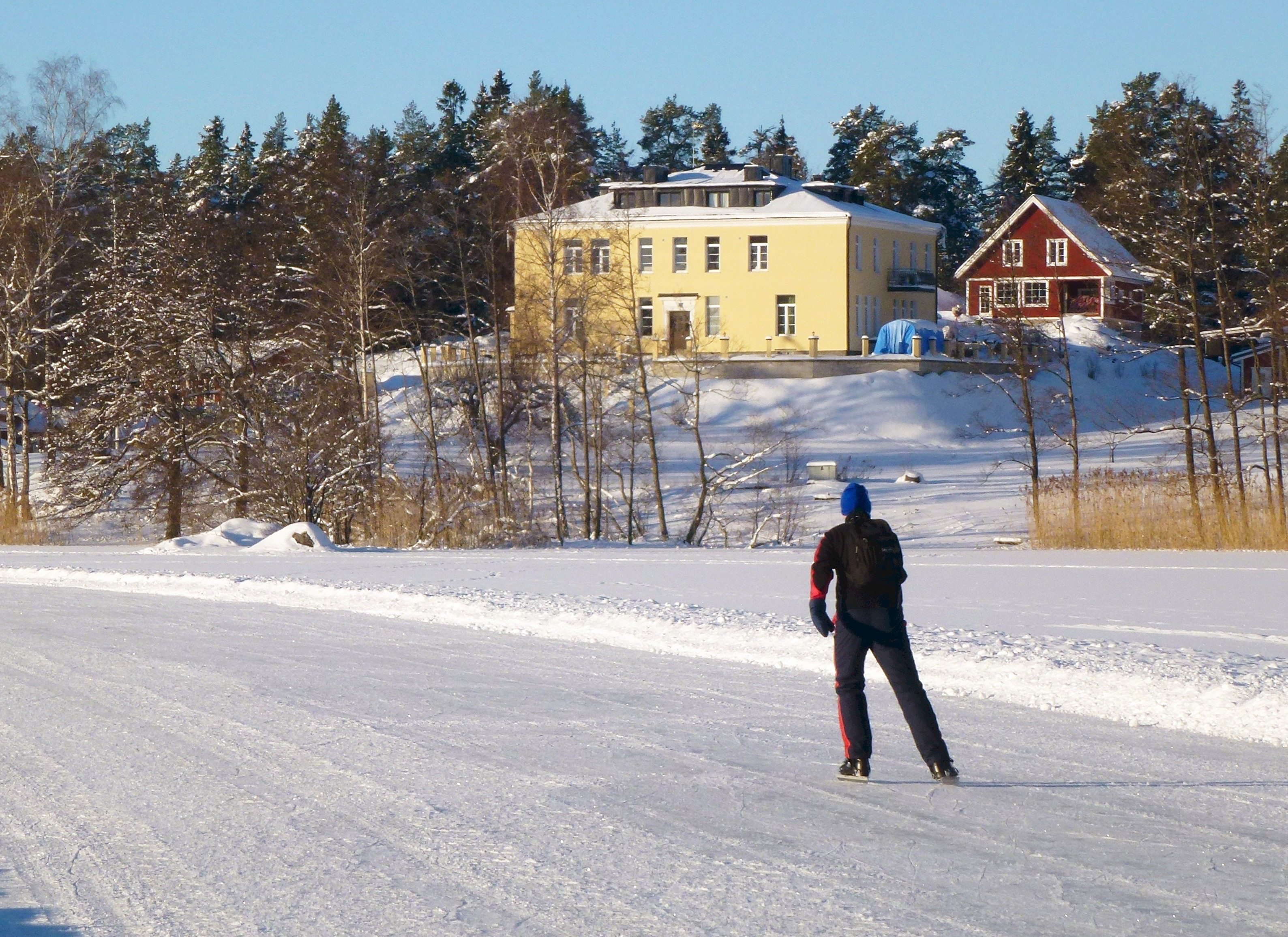
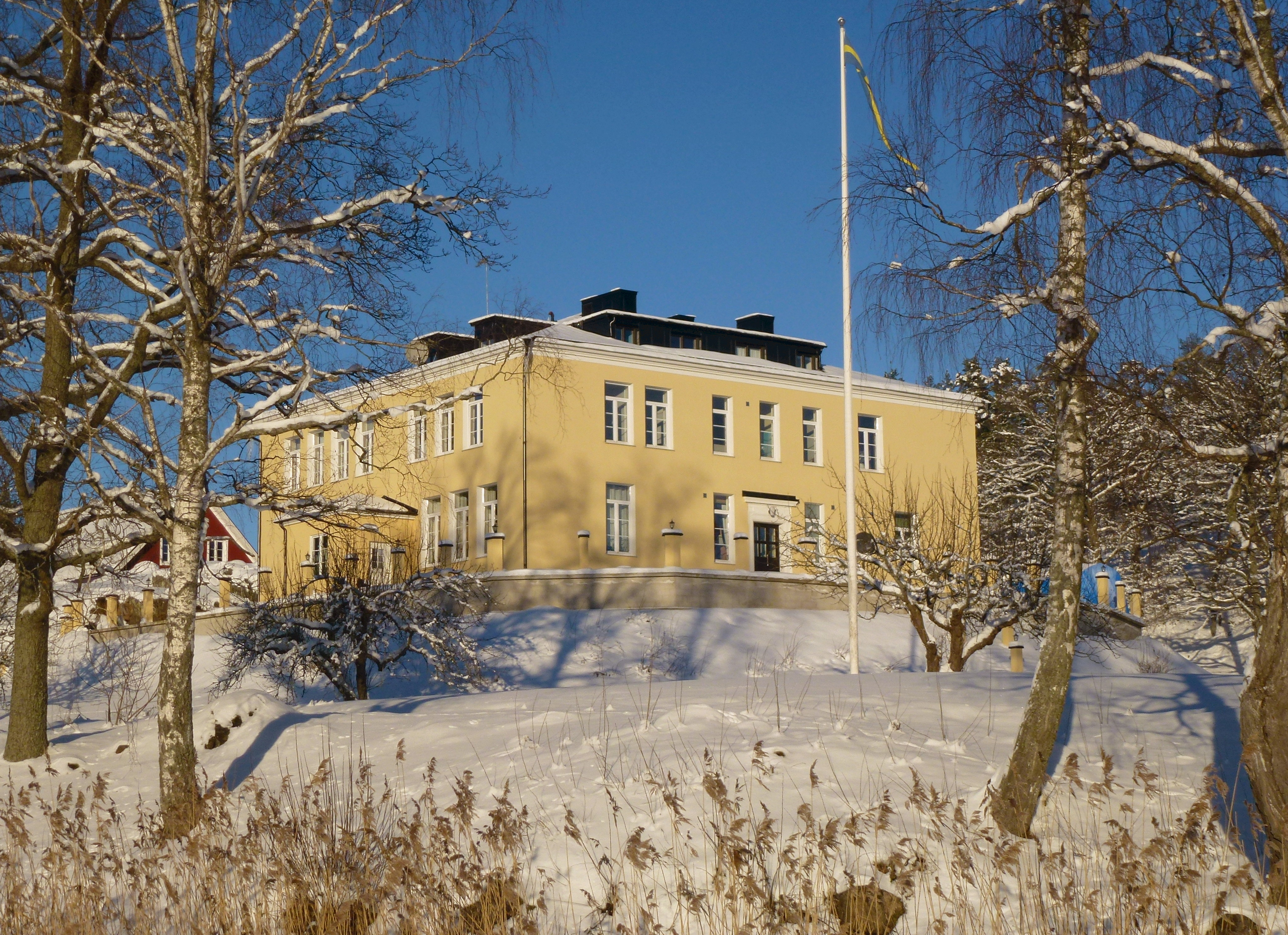
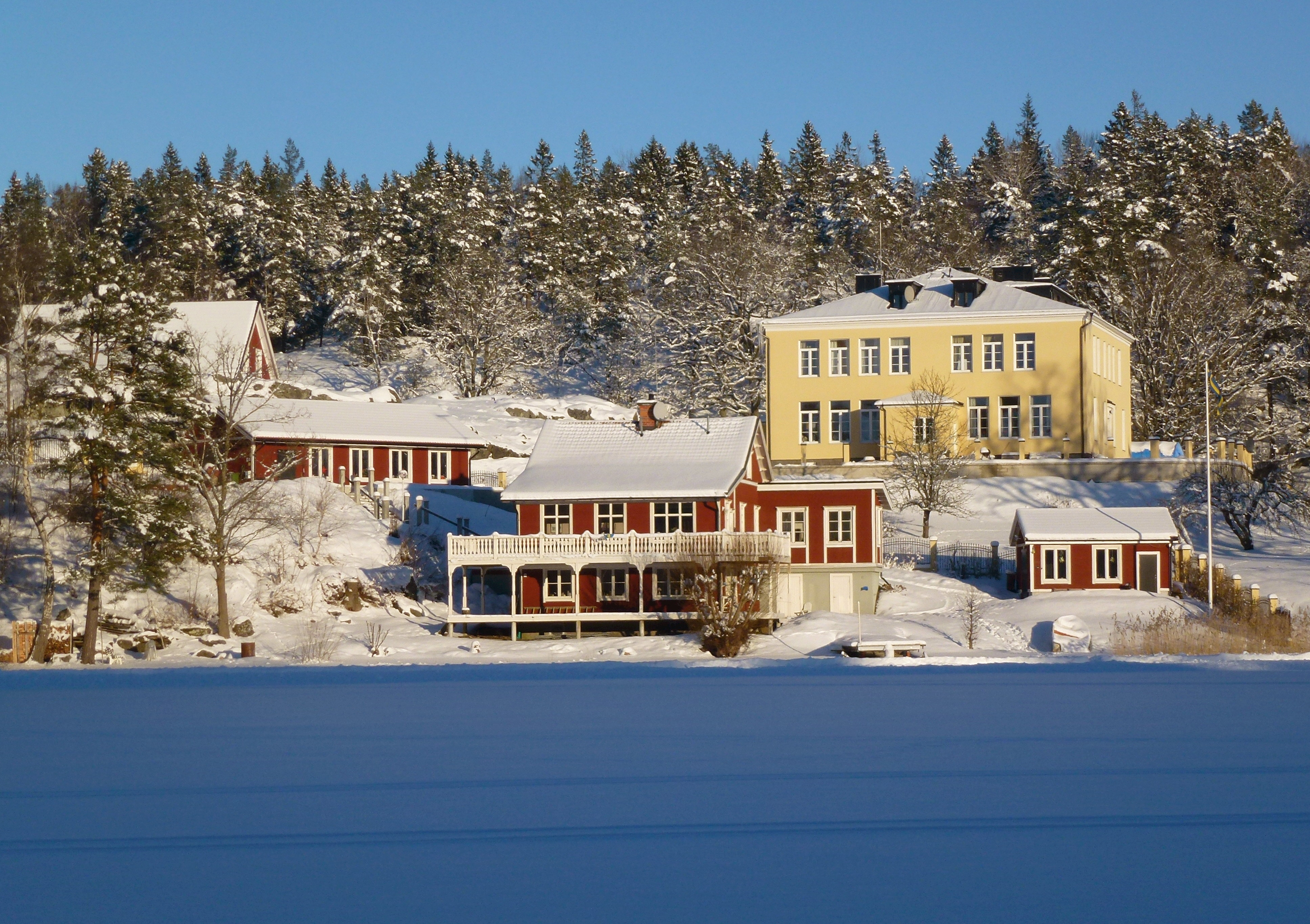

## Gästhem och privatbostad
År 1950 upphörde uppfostringsverksamheten och Sjötorp användes som gästhem för Ersta diakonisällskap medan jorden arrenderades ut till Stensättra gård. Fram till 1994 var Sjötorp konvalescenthem i regi av Stockholms läns landsting. Själva huvudbyggnaden avskildes 1998 och såldes som privatbostad. Det ursprungliga torpet finns inte kvar, på dess plats står en strandvilla, även den idag privatbostad. Åker- och skogsmarken däremot ägs ännu av Ersta diakonisällskap. År 2015 annonserades Sjötorp med drygt 8 000 m² sjötomt ut för försäljning för cirka 20 miljoner kronor.